# Yves Ngue Ngock
Yves Ngue Ngock (* 25. Januar 1989) ist ein kamerunischer Radrennfahrer.
Yves Ngue Ngock gewann 2008 den Prolog beim Grand Prix Chantal Biya und er wurde Etappenvierter bei der Tour du Sénégal. Im nächsten Jahr belegte er bei La Tropicale Amissa Bongo zweimal den zehnten Etappenplatz. Bei der Tour du Cameroun wurde er einmal Tagesfünfter. Des Weiteren gewann Ngue Ngock 2009 eine Etappe bei der Tour de l’Est International und wieder den Prolog beim Grand Prix Chantal Biya.

## Erfolge
2008
- Prolog Grand Prix Chantal Biya

2009
- Prolog Grand Prix Chantal Biya

2011
- Gesamtwertung und eine Etappe Grand Prix Chantal Biya

2012
- Gesamtwertung Tour du Cameroun
- eine Etappe Grand Prix Chantal Biya

2013
- Gesamtwertung und eine Etappe Grand Prix Chantal Biya